# La Conception (Nouvelle-Calédonie)
Pour les articles homonymes, voir Conception.

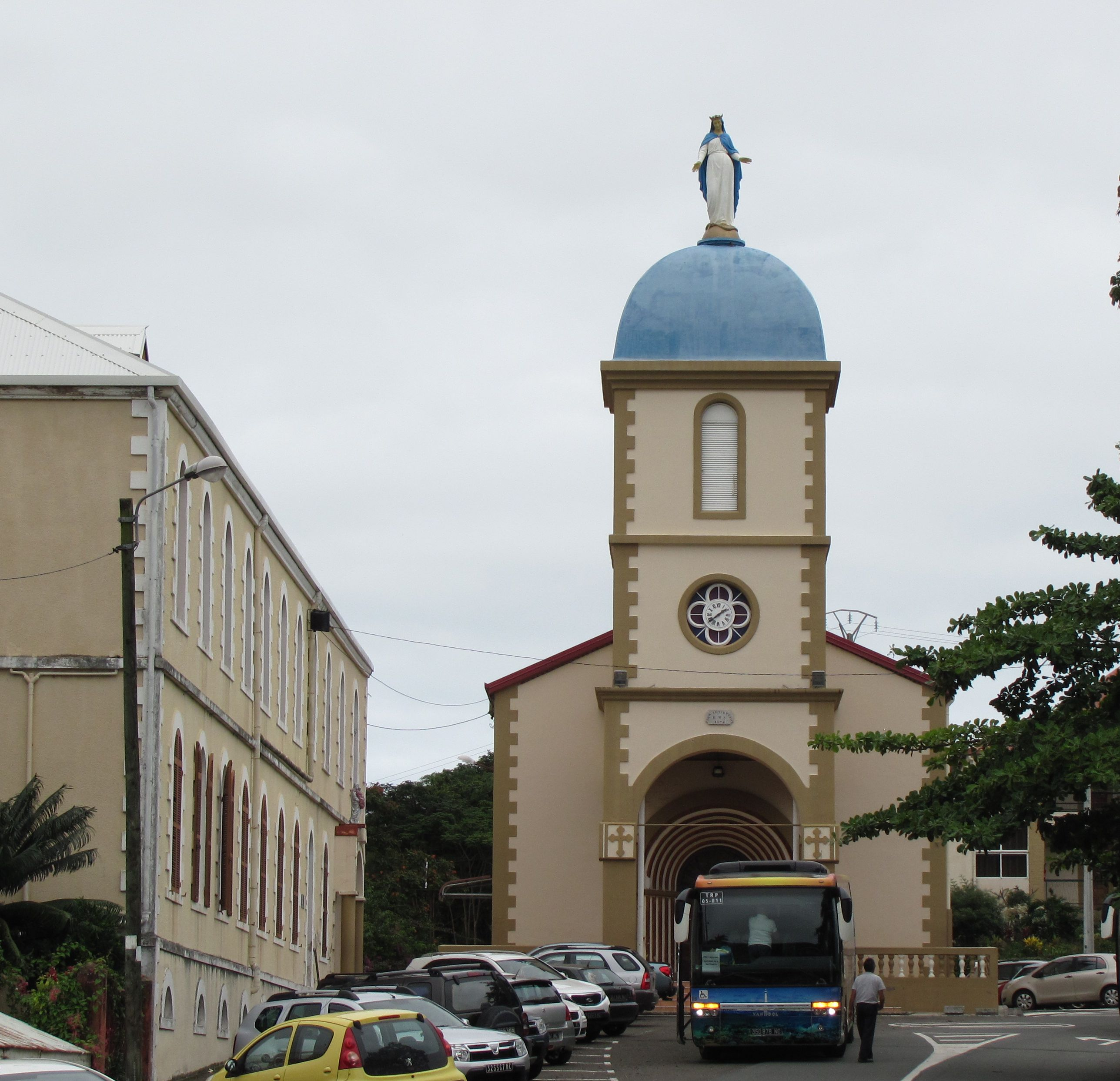
L'église de la mission de La Conception, qui a donné son nom au quartier et à la tribu (ou communauté).

La Conception est un lieu-dit (tribu) situé au nord-est de Nouméa en Nouvelle-Calédonie, en bordure de la baie de la Conception, sur la commune de Mont-Dore.
Une mission y est implantée lors de l'arrivée des français au XIXe siècle.

## Historique
En 1855, le projet s'affirme d'installer une mission chrétienne catholique « dans une belle plaine déserte ». Le 16 octobre 1855, en baie de Boulari, accostent les pères maristes Rougeyron et Frémont, le frère Prosper, et 122 autochtones (dont une vingtaine de femmes), venant de Balade et Pouébo. C'est la date officielle de fondation de la réduction de La Conception, au lieu-dit Paé.
L'implantation est confortée dès le 18 octobre par les pères maristes Barriol et Lambert, le frère Gabriel Lagardelle, puis le 20 février 1856 par 88 autochtones de Touho, puis le 29 mars 1856 par 158 autochtones venant de Balade, Pouébo, Wagap, Touho.
Par l'arrêté n°184 du 15 décembre 1857, Eugène du Bouzet (1805-1867), gouverneur des Établissements français de l’Océanie de 1854 à 1858, décrète une concession gratuite pour des propriétés en vue d'« affectation de tous temps à des établissements publics d'intérêts religieux et nationaux ».
À la suite d'incidents sérieux que connaît l'évangélisation chrétienne catholique de la partie nord de la Nouvelle-Calédonie, les religieux maristes décident de se replier près de Port-de-France (ancien nom de Nouméa), avec l'accord des autorités.
La Conception se veut une pépinière religieuse, sociale, économique, pédagogique. Les catéchistes formés à La Conception vont ouvrir la plupart des postes missionnaires de la colonie (Ouvéa 1857, Bélep 1856, Bondé 1863, Arama...), pendant vingt ans. Ces catéchistes font office d'éclaireurs, de défricheurs d'âmes, au risque de massacre (Yaté...). Ils sont accompagnés : vêtements, matériel scolaire...
Le Centre de Formation se compose d'une église, la cinquième (après l'île des Pins (1860), île d'Ouen (1864), Saint-Louis (1868), Pouébo (1875)), débutée en 1869, consacrée en 1875, continuée (clocher en bois, puis en pierre, porche...) d'un bâtiment des Sœurs de Saint-Joseph de Cluny, pour le pensionnat, qui forme de 1880 à 1932 plusieurs centaines de jeunes filles, surtout métisses. Un deuxième bâtiment construit en 1896 sert de maison de retraite pour les sœurs.
La mission qui accueille en permanence 250 à 300 indigènes doit assurer leur subsistance.
La messe est célébrée tous les jours de la semaine.
En 2021, La Conception dispose de trois établissements catholiques  : 
- l’école primaire Saint Joseph de Cluny,
- le collège catholique de la Conception,
- le lycée professionnel Saint-Pierre Chanel.